# Populism

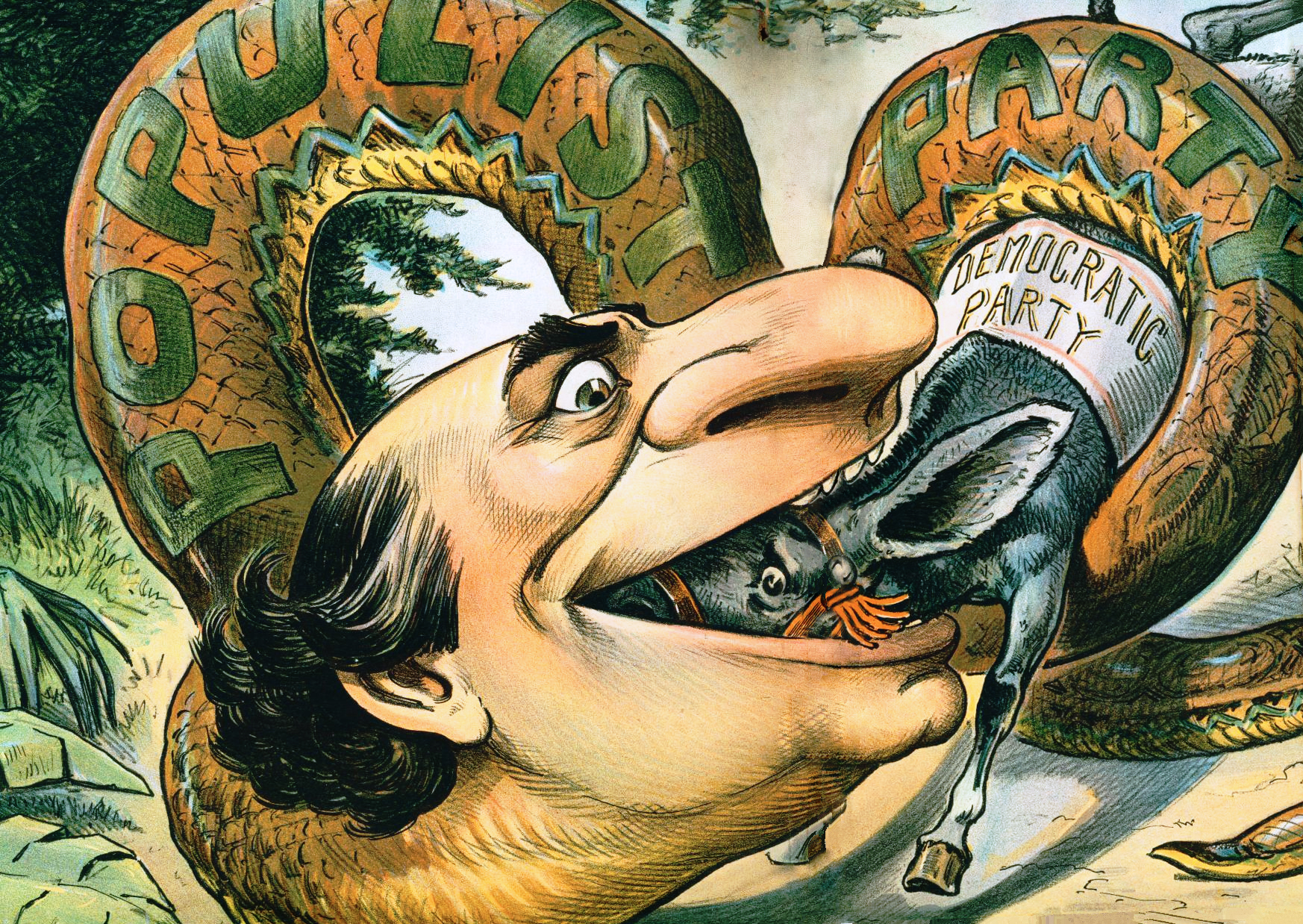
William Jennings Bryan (1860–1925) var en amerikansk politiker och anhängare av populism.

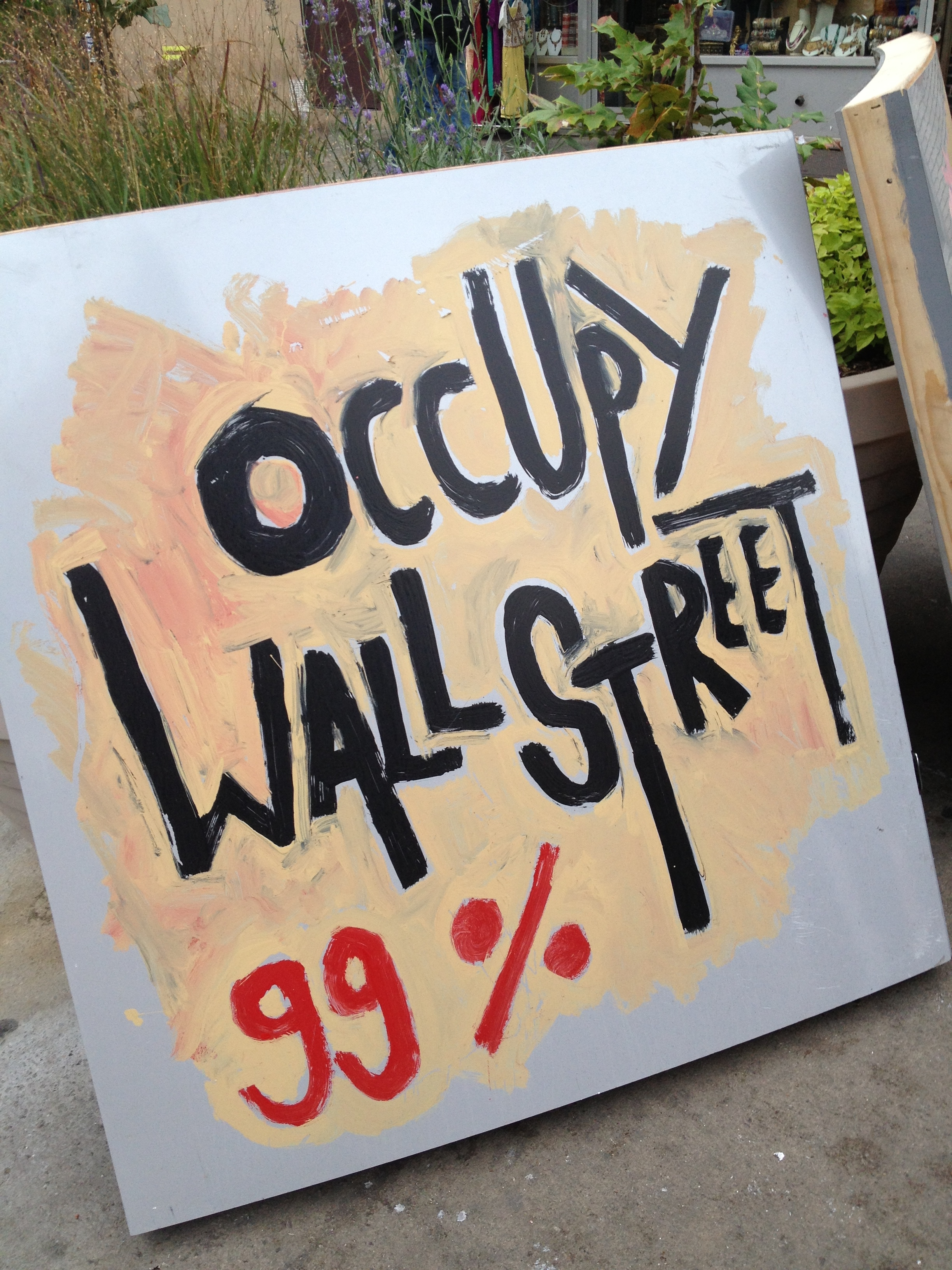
Med sin retorik om "99%" (folket) mot "1%" (eliten) var den internationella ockupationsrörelsen ett exempel på en populistisk social rörelse.

Som definierats av Nolan-diagrammet finns populismen (och totalitarism) längst ner till vänster.

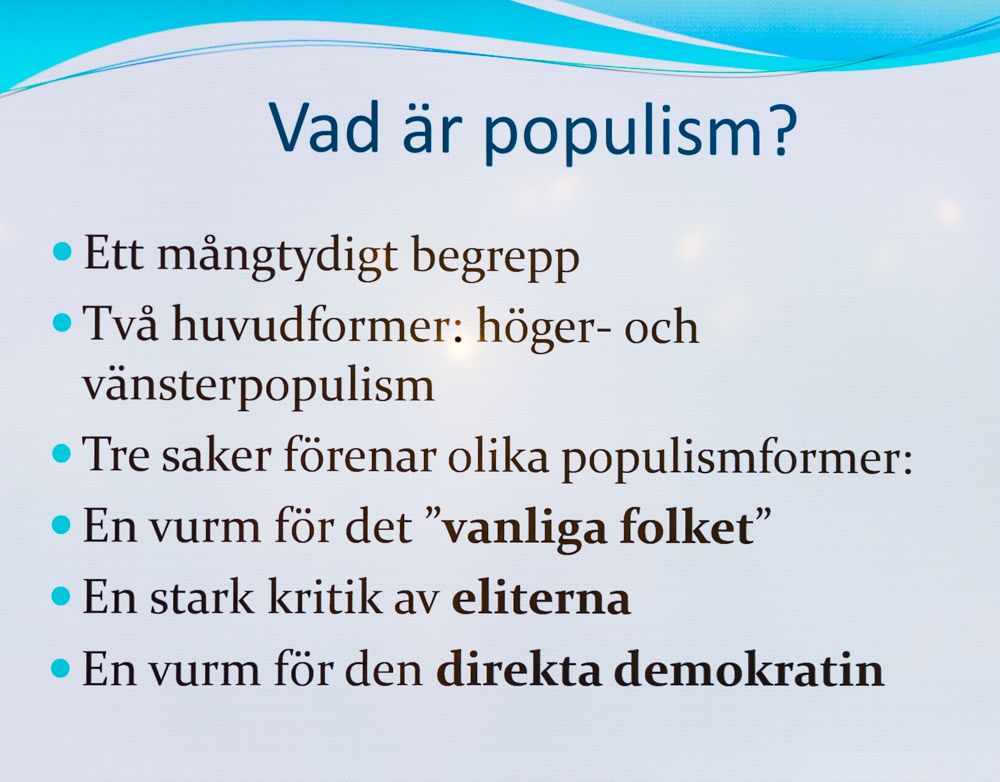
Populism som statsvetaren Erik Åsard definierar den utifrån sin bok Hotet mot demokratin.

Populism (latin populus, "folk") avser vanligen ett förenklat förhållningssätt till politik, där samhället delas upp i de två grupperna "folket" och "eliten". Folket ses vanligen som bärare av "sunt förnuft".

## Historia
Begreppet kan härledas till romarriket då "populares" var politiker som förlitade sig på stöd från de lägre samhällsklasserna medan "optimater" var politiker som främst sökte stöd från samhällseliten. Den romerske kejsaren Marcus Aurelius skrev i sina meditaioner att han lärt sig av sin far att inte ge vika för "populism eller att vara inställsam mot mobben".
I USA fanns det vid mitten av 1800-talet ett parti som kallade sig för populistpartiet, och även i Tsarryssland vid samma tid fanns ett populistparti vid namn Narodnikerna. Populismen kan ha skiftande innebörd i olika länder.

## Begreppsinnebörd
Definitionen av begreppet populism saknar konsensus i den akademiska världen. Trots det används begreppet ofta i den politiska debatten. Vanligtvis används det som ett nedsättande uttryck om missnöjespartier, för att antyda en form av extremism eller att företrädare för populism söker förenklade lösningar på komplexa problem.  Dock är inte populism i sin ursprungliga betydelse synonymt med opportunism, även om det kan användas så i den politiska debatten.
Termen populism är tvetydig. Kännetecknande för populism som ideologi är ett starkt visat motstånd mot makten eller etablissemanget. Även den argumentationsstrategi som populister tillämpar, det vill säga vilka argument som används som grund och hur de framförs, anses vara avgörande för vad som klassas som populism (se till exempel välfärdschauvinism). Populistiska argument bygger ofta på enkla lösningar på svåra politiska problem genom en ideologi som vill ge tillbaka makten till folket. Populism delar upp samhället i två läger, folket och eliten, och ställer dessa grupper mot varandra. Utgångspunkten är att eliten motarbetar folkets vilja. Populister utmålar sig själva ofta felaktigt som den enda eller den äkta representanten för folket
Tvetydigheten visar sig i att vissa menar att populism hotar demokratin medan andra menar att den är en väckarklocka för demokratin. De senare menar att demokratiska makthavare passerat en gräns när de förstärker ojämlikheter istället för motarbetar dem. De vill inte ha mindre demokrati, utan snarare mer demokrati.

## Populismens kännetecken
Definitionen av populism är i den akademiska världen omtvistad. Här nedan avhandlas olika definitioner av populism. 

### Populism som en tunn ideologi
En vanligt förekommande definition av populism föreslås av bland andra Cas Mudde och Rovira Kaltwasser. De föreslår att kännetecknande för populism är att det rör sig om politik med förenklade lösningar på svåra politiska problem genom tunn ideologi som föreskriver två homogena, antagonistiska grupper; ett vi-mot-dom-tänkande (folket mot eliten, infödda mot invandrare, land mot land), med argument om det "sunda förnuftet". Det är dock inte främst åsikterna i sig själva som avgör om till exempel ett parti kan anses populistiskt utan just att man anspelar på ett tänkt "gap" mellan makthavare och en majoritet av folket. Ofta förespråkar populisterna fler folkomröstningar och är allmänt skeptiska till den representativa demokratin.
Bland 1900-talets mest framträdande populister har nämnts Argentinas president Juan Perón, eftersom han ska ha varit den första ledaren i sitt land som riktade sig direkt till de breda massorna (jämför descamisados) med ett populärt politiskt budskap, om bland annat ökade sociala förmåner. Liknande strategi har använts i grannlandet Brasilien av presidenten Getulio Vargas. Såväl Perón som Vargas använde nationalistiska argument i sin retorik.[källa behövs] Exempel på samtida partier som uppfyller karaktäristikan för högerpopulism är: Fremskridtspartiet i Norge, Front National i Frankrike, Die Republikaner i Tyskland, Sverigedemokraterna och Ny demokrati i Sverige. När det kommer till Front National i Frankrike anser dess ledare:
| ”                   | Populism tar hänsyn till folkets åsikter. Har folket rätt att hålla en mening i en demokrati? Om så är fallet, ja då är jag populist. | „ |
| – Jean-Marie Le Pen | |   |

### Populism som politisk stil
En annan föreslagen definition av termen populism har levererats av Benjamin Moffitt. Moffitt menar att populism bäst förstås, inte som en ideologi, utan som en utmärkande politisk stil. I fokus står hur populistledare talar till "folket", deras förhållande till media och hur dom beter sig som politiska aktörer och i offentligheten överlag.

### Populistisk strategi
En populistisk strategi är antietablissemangsstrategin. Grunden är opposition mot det politiska etablissemanget, vilket kan definieras som en "politisk klass" med små skillnader mellan aktörerna. De konkurrerande partierna ses som att de endast eftersträvar makt – den makt de stulit från folket. Denna position kan intas med försiktighet av populister för att de inte vill bli betraktade som politiska extremister eller antidemokrater.

## Högerpopulism

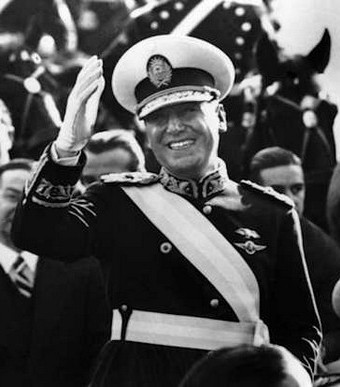
Den argentinske presidenten Juan Peróns peronism har ansetts vara en populistisk rörelse.

Högerpopulismen har traditionellt haft en liberal agenda med lägre skatter och minskad statlig inblandning i ekonomi och familjeliv. På 1990-talet kom främlingsfientlighet och motståndet till EU att bli allt viktigare inslag. Det finns ett motstånd mot sexuella minoriteter och etniska grupperingars kulturella uttryck genom partiernas kulturellt konservativa och antisekulära värderingar. Exempel på dessa är det svenska partiet Ny demokrati tillsammans med italienska Lega Nord och österrikiska FPÖ. På senare år har partier i Norge och Sverige, Fremskrittspartiet respektive Sverigedemokraterna, blandat höger- och vänsterpopulism.

## Vänsterpopulism
Vänsterpopulism är en politisk ideologi som kombinerar vänsterpolitik med populistisk retorik och teman. Retoriken består ofta av antielitistiska åsikter, motstånd till det rådande systemet och att man säger sig tala för "vanligt folk". 
Vanliga teman för vänsterpopulism är:
- Antikapitalism
- Social rättvisa
- Pacifism
- Antiglobalisering

Däremot är klassamhällets ideologi eller socialistisk teori inte lika viktigt som det är för de traditionella vänsterpartierna. Kritiken av kapitalismen och globaliseringen är ofta kopplad till antiamerikanism, vilket har ökat i de vänsterpopulistiska rörelserna som en följd av impopulär amerikansk militär verksamhet, särskilt verksamhet i Mellanöstern.
I Europa förekommer vänsterpopulismen främst i Syd-, Öst- och Centraleuropa, där arvtagarna till de gamla kommunistiska partierna vill se statliga ingripanden för att mildra effekterna som avregleringarna av ekonomierna medfört i det numera marknadsliberala och globala systemet. Mest framgångsrika har Spanska Podemos och Grekiska Syriza varit.
I Sydamerika nämns ofta Hugo Chavez och Evo Morales som populister, vilka genom sin retorik angriper USA och imperialismen.

## Agrarpopulism
Agrarpopulismen har en över 150 år lång historia och utgörs av en kombination av en liberalism (ytligt sett), negativ inställning till statlig inblandning i privatlivet, krav på sparsamhet och en misstänksamhet mot privat och offentlig centralisering, privatkapitalism och den samhälleliga eliten. Den senare argrarpopulismen manifesterades främst i Norden, men även i Baltikum och Polen. Partierna hade en konservativ ådra, föreskrev det sunda livet på landsbygden i motsats till den moderna stadens och modernitetens dekadens och ställde krav på riktat ekonomiskt stöd till bönderna och landsbygden. Exempel på nordiska agrarpopulistiska partier var då centerpartierna (tidigare bonde-/agrarpartierna), det vill säga det svenska Bondeförbundet (numera Centerpartiet) och det norska Bondepartiet (idag Senterpartiet). I Finland utgjordes agrarpopulismen främst av Landsbygdspartiet (upplöst 2003), bildat genom en utbrytning från Agrarförbundet (idag Centern i Finland), och tidigare i Polen av Andrzej Lepper.

## Modern användning av populism
En vetenskaplig studie som publicerades 2021 av hur termen populism används i europeiska länder visade att termen används som ett pejorativ och för tillskriva meningsmotståndare oönskade idéer och ståndpunkter i syfte att illegitimera dem.

### Fotnoter
1. 1 2  Mudde, Cas (2017). Populism: a very short introduction
2. ↑  Aurelius, Marcus (2006). Meditations
3. ↑  https://svenska.se/so/?id=162458&pz=7
4. ↑  Widfeldt, Anders (2015). Extreme Right Parties in Scandinavia. Routledge. sid. 10. ISBN 978-0-415-26589-8. Arkiverad från originalet den 5 mars 2016. https://web.archive.org/web/20160305034356/http://samples.sainsburysebooks.co.uk/9781134502158_sample_684750.pdf. Läst 6 november 2015 Arkiverad 5 mars 2016 hämtat från the Wayback Machine.
5. 1 2  Bergman, Lisa (28 maj 2021). ”Vad är populism? Är det ett hot mot demokratin?”. Historiska Media. https://historiskamedia.se/artiklar/vad-ar-populism-ar-det-ett-hot-mot-demokratin/. Läst 24 januari 2023.
6. ↑  ”Vad är egentligen populism?”. Forskning & Framsteg. 1 oktober 2007. https://fof.se/artikel/2007/7/aterkoppling-vad-ar-egentligen-populism/. Läst 24 januari 2023.
7. ↑  ”Högerpopulistiska partier”. Migrationsinfo.se. 13 april 2016. Arkiverad från originalet den 24 januari 2023. https://web.archive.org/web/20230124115134/https://www.migrationsinfo.se/attityder/framlingsfientliga-partier/. Läst 24 januari 2023.
8. ↑  Vad är egentligen populism? Forskning och framsteg, nr. 7 2007. Sid 64.
9. 1 2 3 4 5  ”Populismens många ansikten”. politiken.se. Arkiverad från originalet den 18 april 2013. https://web.archive.org/web/20130418050831/http://www.politiken.se/tidskrifter/fram/fram09/fram0902-04.pdf. Läst 18 november 2010.
10. ↑  Nilsson, Per-Erik (2019-01-01). French Populism and Discourses on Secularism (Första upplagan). sid. 15-16; 28-29; 49-50. ISBN 978-1350170216. Läst 17 juni 2020
11. ↑  Per-Erik Nilsson (14 januari 2020). ”“Shame on the church of Sweden”: Radical nationalism and the appropriation of Christianity in contemporary Sweden”. Critical Research on Religion (SAGE). doi:https://doi.org/10.1177/2050303219900252. ISSN 2050-3032.
12. ↑  ”Populism”. Nationalencyklopedin. http://www.ne.se/populism. Läst 26 november 2007.
13. ↑  Rydgren, Jens (2005). Från skattemissnöje till etnisk nationalism: Högerpopulism och parlamentarisk högerextremism i Sverige. Studentlitteratur. ISBN 91-44-04307-4
14. ↑  Mudde, Cas (2007) (på engelska). Populist Radical Right Parties in Europe. Cambrigde University Press. ISBN 978-0-521-61632-4
15. ↑  Anders Hellström och Tom Nilsson (2010). ”"We Are the Good Guys": Ideological positioning of the nationalist party Sverigedemokraterna in contemporary Swedish politics”. Ethnicities 10 (1):  sid. 55-76. doi:10.1177/1468796809354214. Arkiverad från originalet den 17 maj 2015. https://web.archive.org/web/20150517013436/http://etn.sagepub.com/content/10/1/55.abstract. Läst 23 november 2010.
16. ↑  Moffitt, Benjamin. The global rise of populism: performance, political style, and representation
17. ↑  Rydgren 2005.
18. ↑  Albertazzi, Daniele; Duncan McDonnell (2008). Twenty-First CenturyPopulism. Palgrave MacMillan. ISBN 9780230013490
19. 1 2  Andrej Zaslove (juni 2008). ”Here to Stay? Populism as a New Party Type”. European Review 16 (03):  sid. 319-336. doi:10.1017/S1062798708000288.
20. ↑  Hartleb, Florian (2004). Rechts- und Linkspopulismus. Eine Fallstudie anhand von Schill-Partei und PDS. Wiesbaden. sid. 162
21. ↑  Anton Jäger (14 dec 2020). ”Vi satsade allt på vänsterpopulismen – och förlorade”. Jacobin magazine, nr 35 2019.
22. ↑  ”Staten och den oavsättlige ämbetsmannen - ett komplicerat förhållande”. Lunds universitet. Arkiverad från originalet den 17 september 2011. https://web.archive.org/web/20110917030302/http://www.sciecom.org/ojs/index.php/st/article/viewFile/3130/2690. Läst 19 november 2010.
23. ↑  Populism och ekopolitik : framväxten av en ekopolitisk ideologi i Norge och dess relationer till ett mångtydigt populismbegrepp
24. ↑  Ann-Cathrine Jungar, 2017, Populism i Norden - från marginalen mot den politiska mittfåran (pdf) Arkiverad 15 oktober 2017 hämtat från the Wayback Machine., sid. 21. ISBN 978-952-68726-4-3.
25. ↑  Schwörer, Jakob (2021-08-01). ”Don't call me a populist! The meaning of populism for western European parties and politicians” (på engelska). Electoral Studies 72:  sid. 102358. doi:10.1016/j.electstud.2021.102358. ISSN 0261-3794. https://www.sciencedirect.com/science/article/pii/S0261379421000779. Läst 30 december 2022.

### Webbkällor
- Ann-Cathrine Jungar (2007). ”Populismens många ansikten”. Framtider 2/2009. sid. 15-19. Arkiverad från originalet den 18 april 2013. https://web.archive.org/web/20130418050831/http://www.politiken.se/tidskrifter/fram/fram09/fram0902-04.pdf. Läst 18 november 2010.
- ”Populism”. Nationalencyklopedin. http://www.ne.se/populism. Läst 26 november 2007.
- Torbjörn Nilsson (1999). ”Staten och den oavsättlige ämbetsmannen - ett komplicerat förhållande”. Statsvetenskaplig Tidskrift, 1999/2. sid. 113-137. http://www.sciecom.org/ojs/index.php/st/article/viewFile/3130/2690. Läst 19 november 2010.
- Anton Jäger (2019). http://www.marxistarkiv.se/strategi/populism/Jaeger-vi_satsade_pa_vansterpopulism_och_forlorade.pdf Jacobin magazine nr 35. Läst 14 december 2020.